# Синдром Фостер Кеннеди
 Синдром Фостер Кеннеди  (также известный как  синдром Гоуэрс-Патон-Кеннеди  ,  феномен Кеннеди  или  синдром Кеннеди ) относится к плеяде находок, связанных с опухолями лобных долей.
Хотя синдром Фостера Кеннеди отождествляется с синдромом Кеннеди , его не следует путать с болезнью Кеннеди, которая названа в честь Уильяма Р. Кеннеди.
Синдром псевдо-Фостер Кеннеди определяется как односторонняя атрофия зрительного нерва с отёком диска зрительного нерва в другом глазу, но при отсутствии опухоли.

## Представление
Синдром определен в виде следующих изменений:
- атрофия зрительного нерва в ипсилатеральном[4] глазе
- отёк диска зрительного нерва в противоположном глазу
- Центральная скотома (потеря зрения в центре полей зрения) в ипсилатеральном глазу
- аносмия (потеря обоняния) ипсилатеральная

Этот синдром обусловлен компрессией оптического нерва, сжатием обонятельного нерва, а также усилением внутричерепного давления (ВЧД), вторичными симптомами по отношению к опухоли (например, менингиомы или плазмоцитомы, как правило, менингиомы обонятельного желобка). Есть и другие симптомы присутствующие в некоторых случаях, такие как тошнота и рвота , потеря памяти и эмоциональная лабильность (то есть симптомы лобной доли).

## История
Синдром впервые всесторонне описал Роберт Фостер Кеннеди в 1911 году, британский невролог, который провел большую часть своей карьеры работая в Соединённых Штатах Америки. Тем не менее, первое упоминание о синдроме стало известно от Гауэрса в 1893 году. Schultz-Zehden снова описал симптом в 1905 году, позже было описано Wilhelm Uhthoff в 1915 году.

## Лечение и прогноз
Лечение, и, следовательно, прогноз, варьируется в зависимости от основной опухоли.